# Pandemos eurycida
Pandemos eurycida är en fjärilsart som beskrevs av Doubleday 1911. Pandemos eurycida ingår i släktet Pandemos och familjen Riodinidae. Inga underarter finns listade i Catalogue of Life.